# Angelo Taylor
Angelo Taylor (* 29. prosince 1979 Albany, Georgie) je americký sportovec, atlet, věnující se běhu na 400 metrů a čtvrtce s překážkami. Jedná se o trojnásobného olympijského vítěze a trojnásobného mistra světa v těchto disciplínách.
Taylor je olympijským vítězem z Letních olympijských her 2000 v Sydney v běhu na 400 m překážek. Získal zlatou medaili i ve štafetě na 4 × 400 metrů, ale pro pozitivní dopingový test Antonia Pettigrewa, člena štafety, musel tuto zlatou olympijskou medaili vrátit, neboť tato štafeta byla dodatečně diskvalifikována.
Podobný výkon zopakoval navíc i o osm let později na Letních olympijských 2008 hrách v Pekingu, kdy zvítězil v běhu na 400 metrů překážek i ve štafetě na 4 × 400 metrů.

## Kariéra

### Sevilla 1999
Na Mistrovství světa v lehké atletice 1999 získal zlatou medaili ve štafetě na 4 × 400 metrů.

### Edmonton 2001
Na Mistrovství světa v lehké atletice 2001 získal zlatou medaili ve štafetě na 4 × 400 metrů.

### Ósaka 2007
Na Mistrovství světa v lehké atletice 2007 získal dvě medaile - zlatou v štafetě na 4 × 400 metrů spolu s LaShawnom Merrittem, Daroldem Williamsonem a Jeremym Warinerem.
V běhu na 400 m časem 44,32 s získal bronzovou medaili, když za druhým LaShawnom Merrittem zaostal o 36 setin sekundy.